# Жебенка, Романас Пранович
Романас Пранович Жебенка — советский хозяйственный, государственный и политический деятель.

## Биография
Родился в 1906 году в Расейняе. Член КПСС.
С 1928 года — на хозяйственной, общественной и политической работе. В 1928—1964 гг. — агроном, животновод, начальник управления животноводства Наркомата земледелия Литовской ССР, участник Великой Отечественной войны в составе 16-й Литовской дивизии, главный зоотехник Наркомзема РСФСР, заместитель министра животноводства Литовской ССР, заведующий сектором животноводства, заместитель директора в институте сельского хозяйства Академии наук Литовской ССР, директор Института животноводства Академии наук Литовской ССР.
Депутат Народного Сейма (1940).
Избирался депутатом Верховного Совета Литовской ССР 1-го, 5-го и 6-го созывов.
Умер в Байсогале в 1964 году.